# Trialeurodes lauri
Trialeurodes lauri là một loài côn trùng cánh nửa trong họ Aleyrodidae, phân họ Aleyrodinae.
Trialeurodes lauri được Signoret miêu tả khoa học đầu tiên năm 1882.